# Voorouderverering

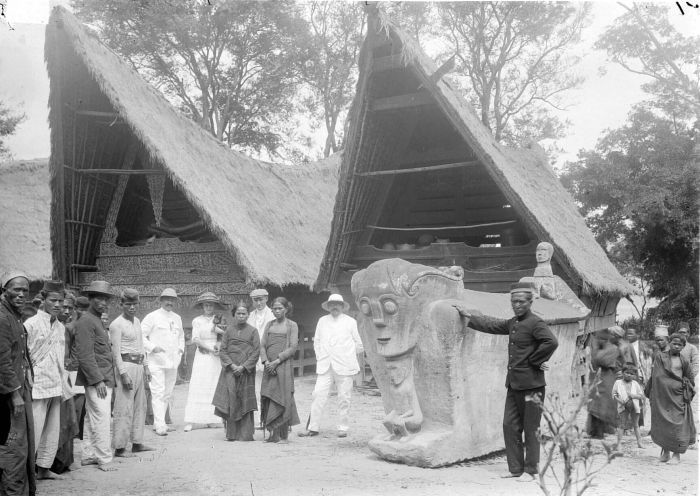
Het hoofd van het Toba-Batak dorp Loemban Soei Soei op Samosir staat bij een stenen sarcofaag van de familie Sidabutar waarin voorouder-schedels bewaard worden, Wereldmuseum Amsterdam

Voorouderverering is een systeem van rituelen en aanroeping van overleden verwanten. Voorouderverering is gebaseerd op de overtuiging dat de geesten van de doden in de natuurlijke wereld blijven bestaan en de bevoegdheid hebben om het lot van het leven te beïnvloeden.

## Verschillende vormen
In de omgeving van Jericho zijn graven uit de steentijd ontdekt waarin de lijken in foetushouding waren geborgen. Ze bleken in feite tweemaal bijgezet. Eerst waren ze ontvleesd (mogelijk door ze aan gieren bloot te stellen, zie ook luchtbegrafenis) en werden de knoken bijgezet. Na enige tijd werd het graf opnieuw geopend en de schedel weggehaald en kunstig bewerkt. In de oogkassen werden kaurusschelpen uit de Rode Zee geplaatst. De onderkaak werd niet meegenomen. Schedels waren vaak versierd met juwelen, wat kan wijzen op een vooroudercultus.
Soms werden skeletten met leem of een stropop bekleed die met rode oker werd gekleurd, een teken van vruchtbaarheid en reïncarnatie, waarmee voorheen ook skeletten zelf waren gekleurd.

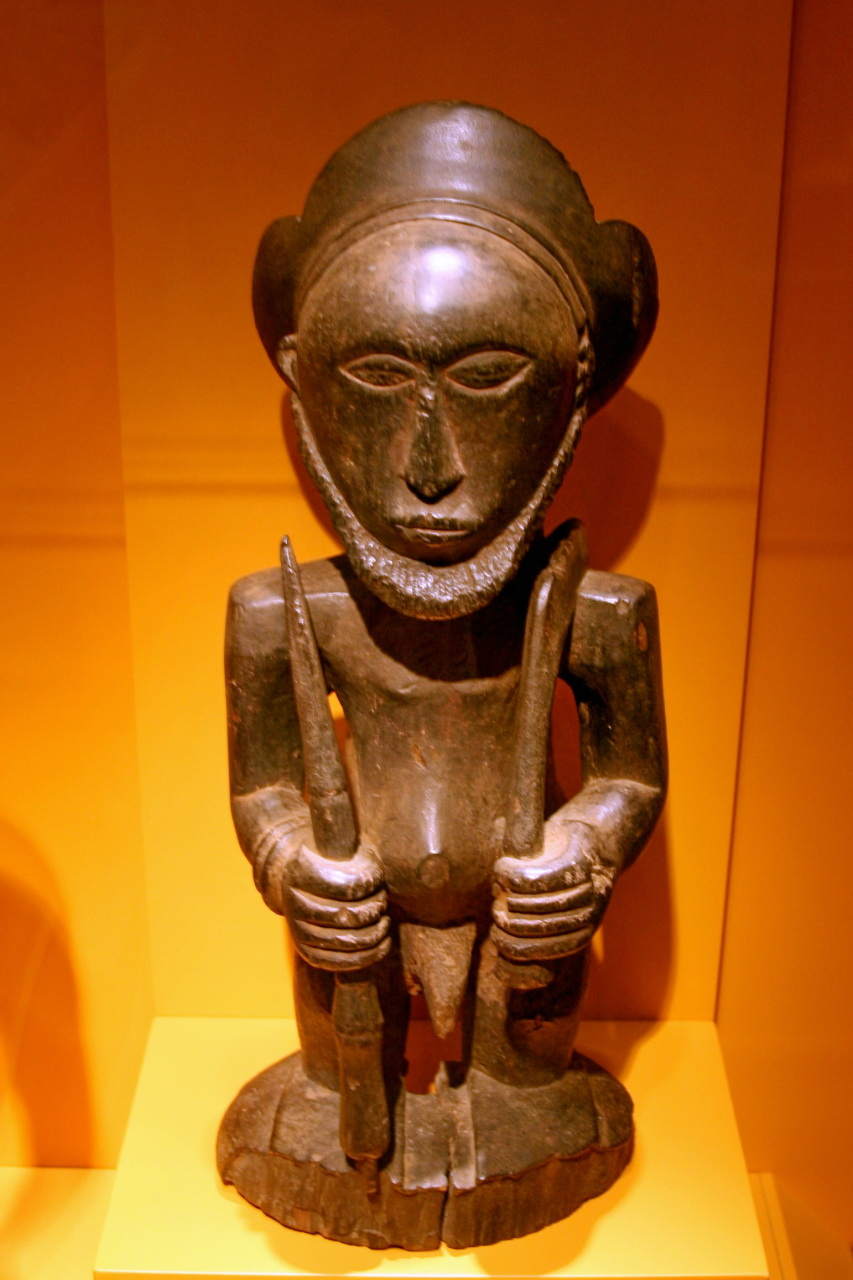
Voorouderbeeld, Kongo

Voorouderverering komt op verschillende manieren voor, in diverse delen van de niet-westerse wereld en in diverse culturen. Het was een cultus onder de Romeinen, zij hadden verschillende feesten ter ere van overledenen (zoals de Parentalia). De praktijk bereikte zijn meest uitgesproken vorm in West-Afrika en in China door middel van vooroudertempels en voorouderborden. In de Shang-dynastie werden allerlei goden aanbeden, onder wie de grote Zhang Di als stamvader van de dynastie. In Korea en Vietnam heeft bijna elk gezin een voorouderborden. Dat zijn houten borden met de naam van de voorouders erop. Deze worden elk jaar minstens één keer gerespecteert door wierookstokjes voor ze te branden. In India komt veelvoudig voorouderverering voor met Pitre Pak.
Het werd ook ver ontwikkeld in de Japanse cultus Shinto en onder de Melanesische volkeren. Een hedendaags voorbeeld is te vinden op het Indonesische eiland Soemba.
In het katholicisme worden de overleden voorouders jaarlijks herinnerd op Allerzielen wanneer mensen kaarsjes aansteken op graven van familie.

## Voorouderverering in Afrika
Voorouderverering komt vrijwel in heel Afrika voor. Het dient als basis van vele inheemse religies. De rituelen bestaan uit gebeden en offeringen aan de overleden voorouders. Zij worden beschouwd als goden van lage rang. Door kerstening en islamisering is voorouderverering minder belangrijk geworden of zelfs geheel verdwenen bij sommige volken. Vermenging met de monotheïstische religies komt ook voor. Voorbeelden zijn de christelijke Igbo en de islamitische Mandé.

## Voorouderverering in deChinese cultuur

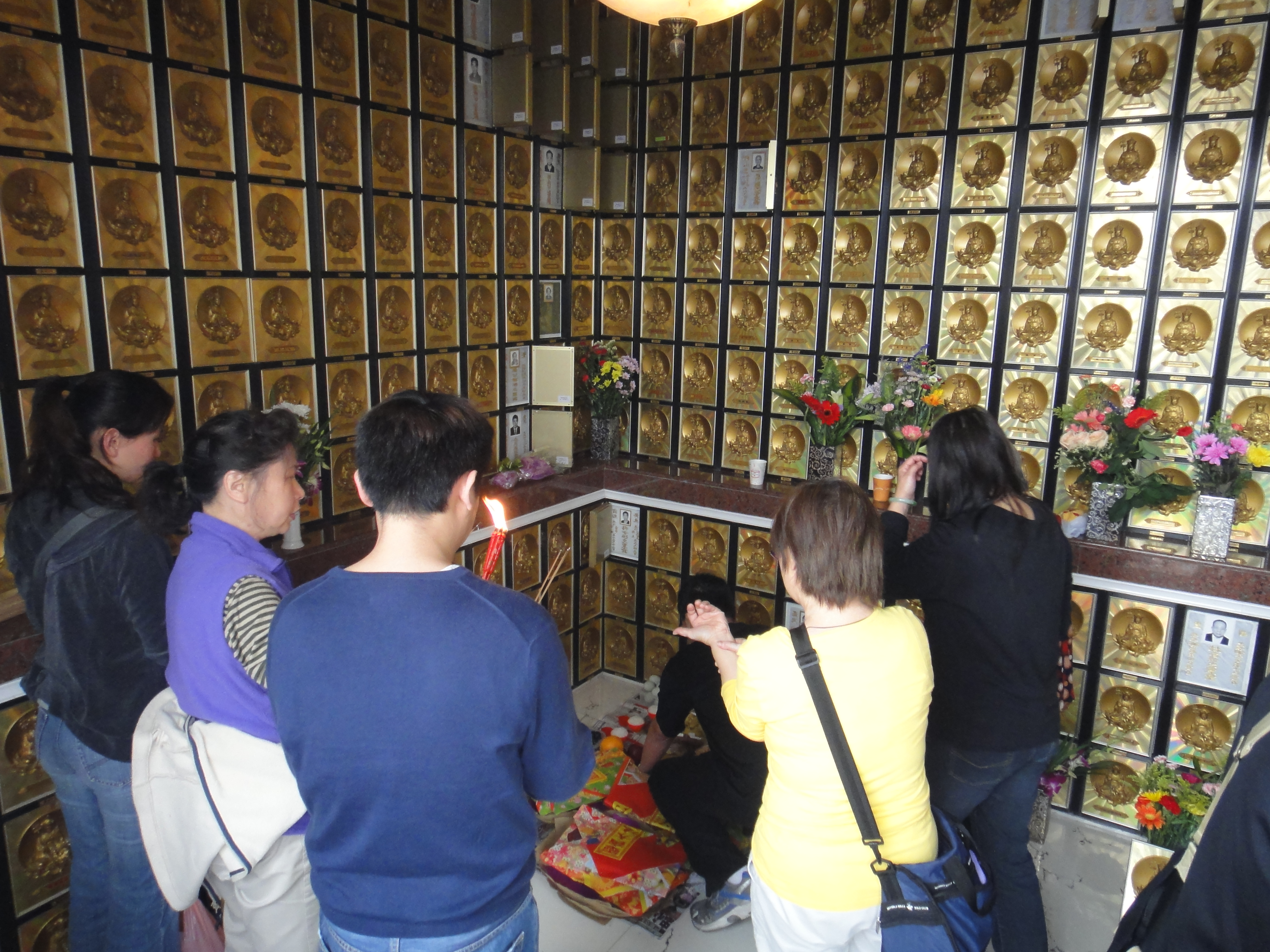
Het offeren aan voorouders in een Vooroudergedenkhal van het Klooster van de Tienduizend Boeddha's

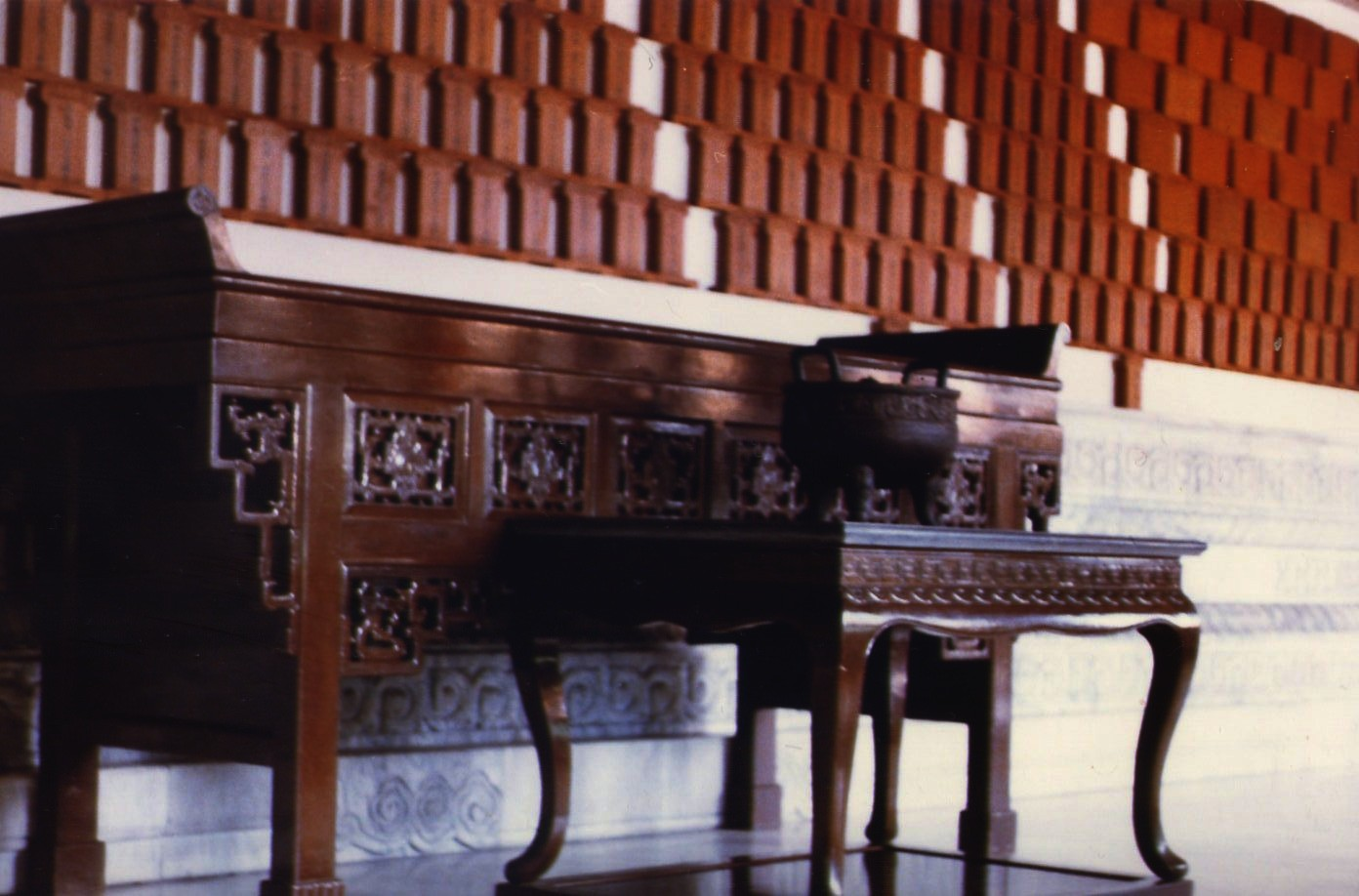
Een wierookvat bij voorouderborden (voor nationale helden), Taipei

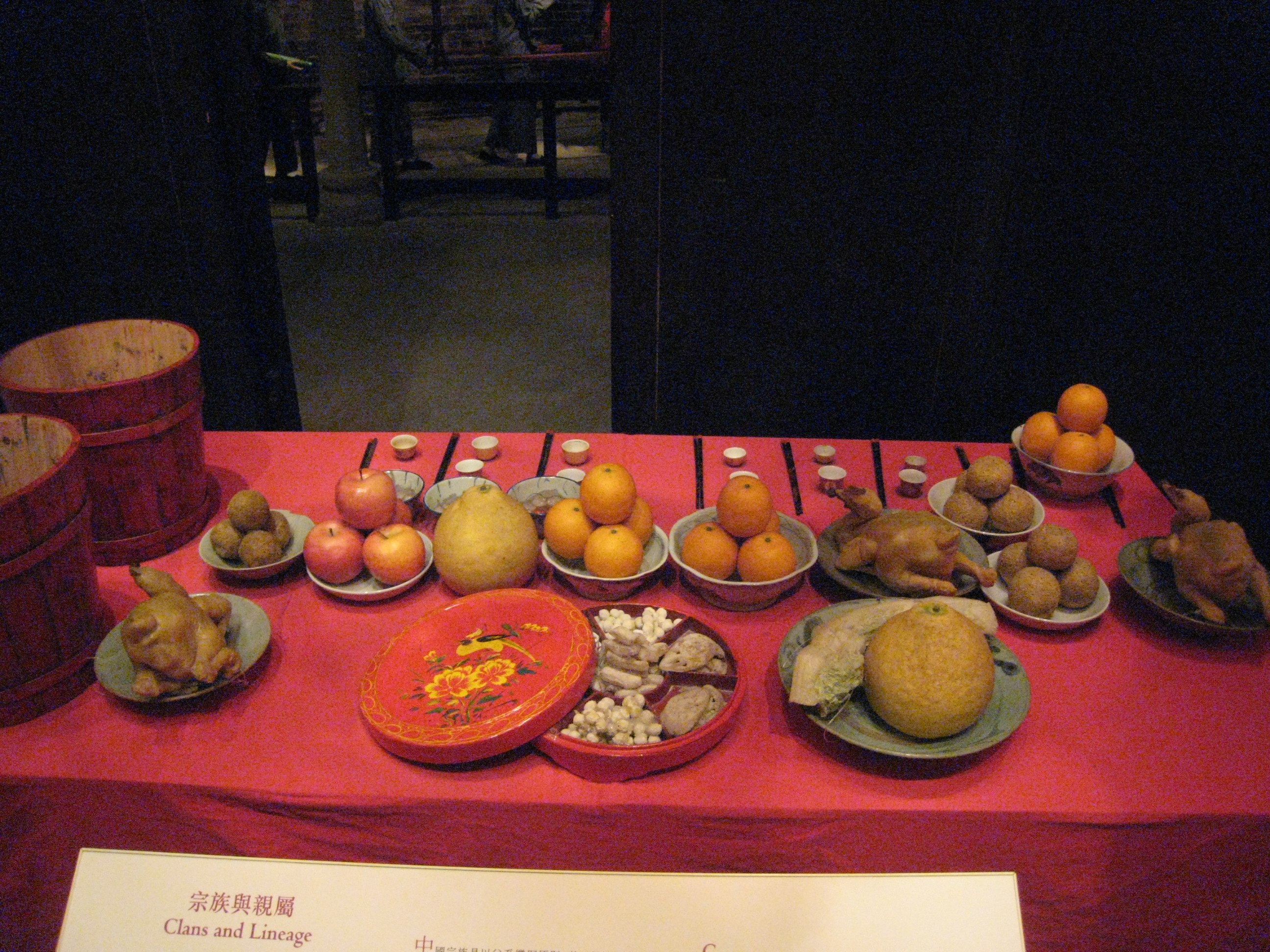
Uitgebreide offering

Voorouderverering was vroeger voor alle Chinezen een belangrijk ritueel dat dagelijks of twee keer per maand (op de 1e en 15e dag van elke maand van de Chinese kalender) werd uitgevoerd. Op z'n minst wordt er vier keer per jaar geofferd, dat is op chuxi, qingming, ullambana en op chongyang. Sinds de globalisering en kerstening komt voorouderverering bij Chinezen minder voor. Vroeger deden vrijwel alle Chinezen aan voorouderverering en had ieder gezin een eigen voorouderaltaar thuis. Elke ochtend en avond werden dan drie wierookstokjes gebrand voor het altaar. In Hongkong is er het gebruik om zeven wierookstokjes in plaats van drie aan te steken.
Tijdens het ritueel wordt er traditionele Chinese muziek opgevoerd en een drakendans, leeuwendans, qilindans of suilindans gehouden. Vervolgens wordt er knalvuurwerk afgestoken. Een geroosterd speenvarken, een stuk varkensvlees, een stuk koeienvlees of een stuk lamsvlees wordt geofferd aan de voorouders. Meisjes die wit gekleed zijn en hun haar in een knot hebben gemaakt, brengen vijf soorten graan op de offertafel. Plengoffers en wierookoffers worden voor het voorouderaltaar, citang of familiegraf gedaan.
Behalve de voorouders met dezelfde familienaam, worden ook de voorouders van alle Chinezen geëerd. Deze zijn Yandi, Huangdi, Leizu, Xia Yu, Chuanzuwang en Congerdi.
Er worden voor de voorouders bij dit ritueel ook wierook, dodengeld, papieren dodenspullen, fruit en andere voedsel geofferd. De papieren waren worden voor het familiegraf verbrand en de andere offermaterialen worden voor de voorouderborden en het familiegraf geplaatst.
Het grote offeren aan de voorouders (wordt meestal op feestdagen en gedenkdagen gedaan) gaat volgens een vaste volgorde, al wordt dit nu niet meer door iedereen gevolgd. 
1. Men steekt twee rode kaarsfakkels aan.
2. Dan offert men drie offerglaasjes thee en zeven offerglaasjes alcohol.
3. Vervolgens steekt men de wierookstokjes aan en begint met het bidden tegen de voorouders. Een voorbeeldgebed gaat als volgt: Een goede gezondheid, moge een goed persoon in ons dagelijks leven helpen, het geld stroomt binnen als golven, alle familiezaken verlopen goed, een grote succesvolle uitbreiding. Bescherm onze familie en geeft ons geluk, dat onze zonen en dochters excellent worden, een goede dag. (身體健康，貴人得助，財源滾滾，全家事業成功，鴻圖大展。保佑家庭幸福，子女優秀，吉日良辰。).
4. Persoonlijke intenties vertellen.
5. Als twee derde deel van een wierookstokje is verbrand, steekt men de papieren offers in brand.
6. Alcohol in de glaasjes wordt over de as van het verbrande papieroffer gegoten.

Sommige familie houden jaarlijks twee grote offerandes die de "twee offeranders van lente en herfst" (春秋二祭) worden genoemd. De eerste is de lenteoffering (春祭) en wordt meestal tijdens Qingmingfestival gehouden; en de tweede wordt de herfstoffering (秋祭) genoemd en wordt meestal in de zevende maan van de Chinese kalender gehouden.
Tegenwoordig worden ook allerlei moderne technische apparatuur van papier gemaakt om te offeren aan de overledenen.

### Katholicisme
Chinese katholieken en Chinese katholieke kerken organiseren regelmatig Heilige Missen om de voorouders te gedenken. Ook worden daarbij vooroudertabletten gemaakt volgens vaste regels. Het offeren van wierook, fruit en bloemen aan de voorouders en het uitvoeren van de koutou komt regelmatig voor onder Chinese katholieken. Hoewel een deel van de Chinese katholieken zich daar tegen verzet en geen offeringen zullen uitvoeren.

## Voorouderverering in andere Oost-Aziatische culturen
Door verspreiding van de Chinese culturen honderden jaren geleden, is voorouderverering in Korea, Japan en Vietnam nu nog steeds zeer belangrijk. Ook vele polytheïstische Chinese minderheden doen aan voorouderverering.

## Afbeeldingen

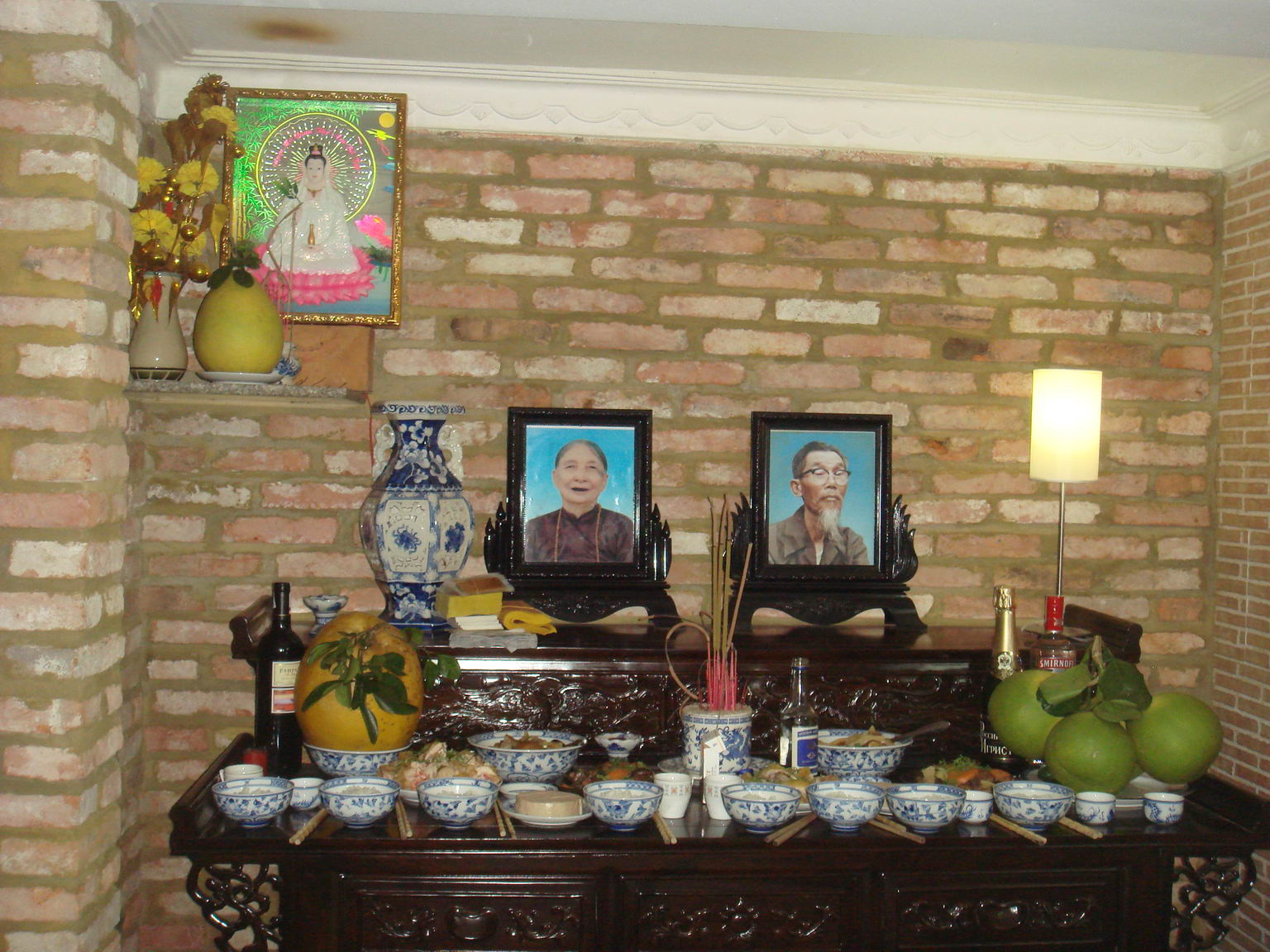
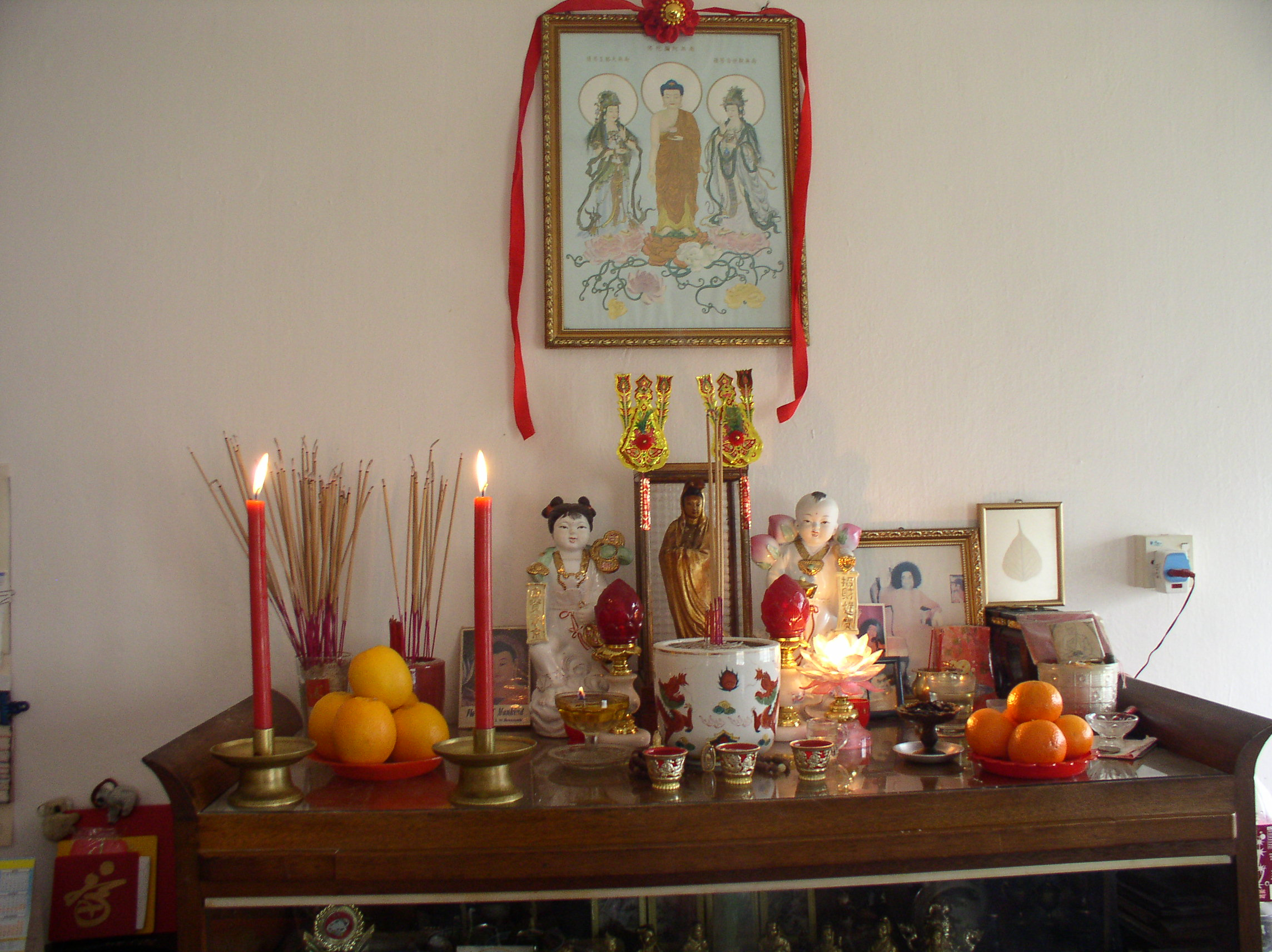
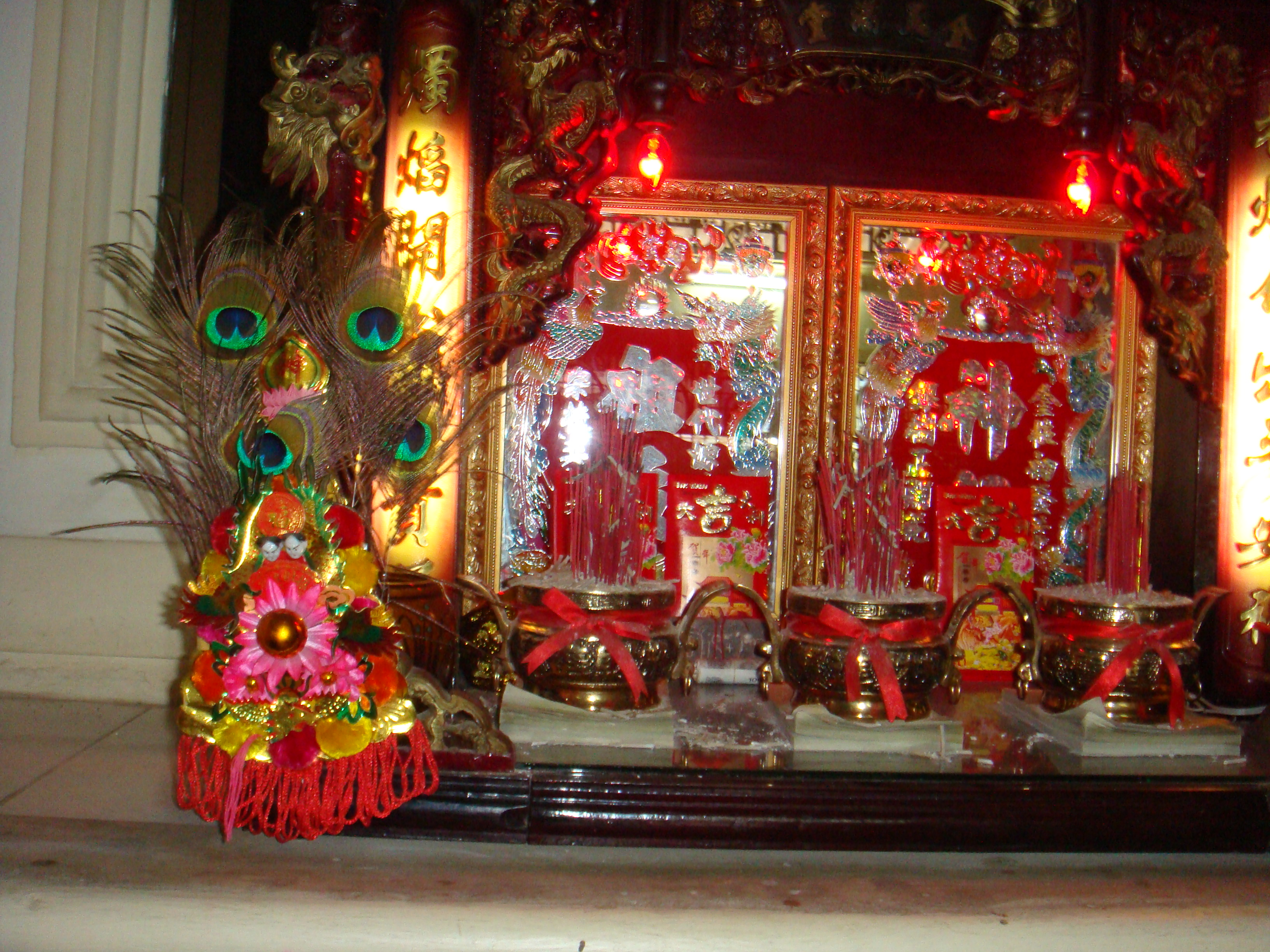
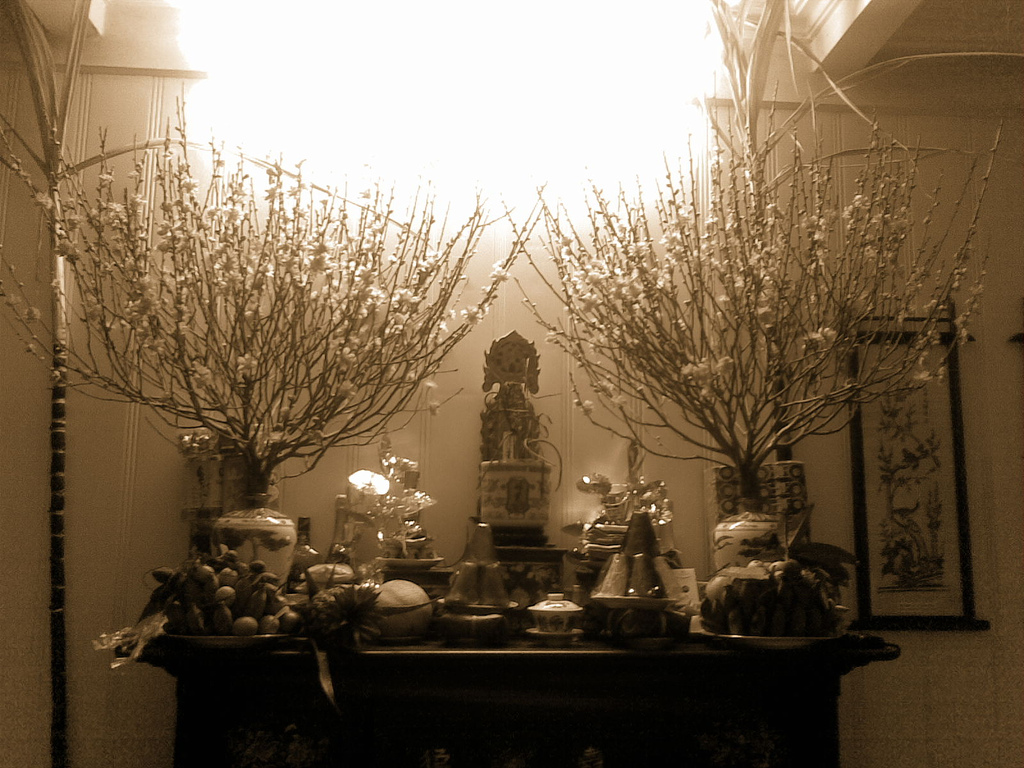
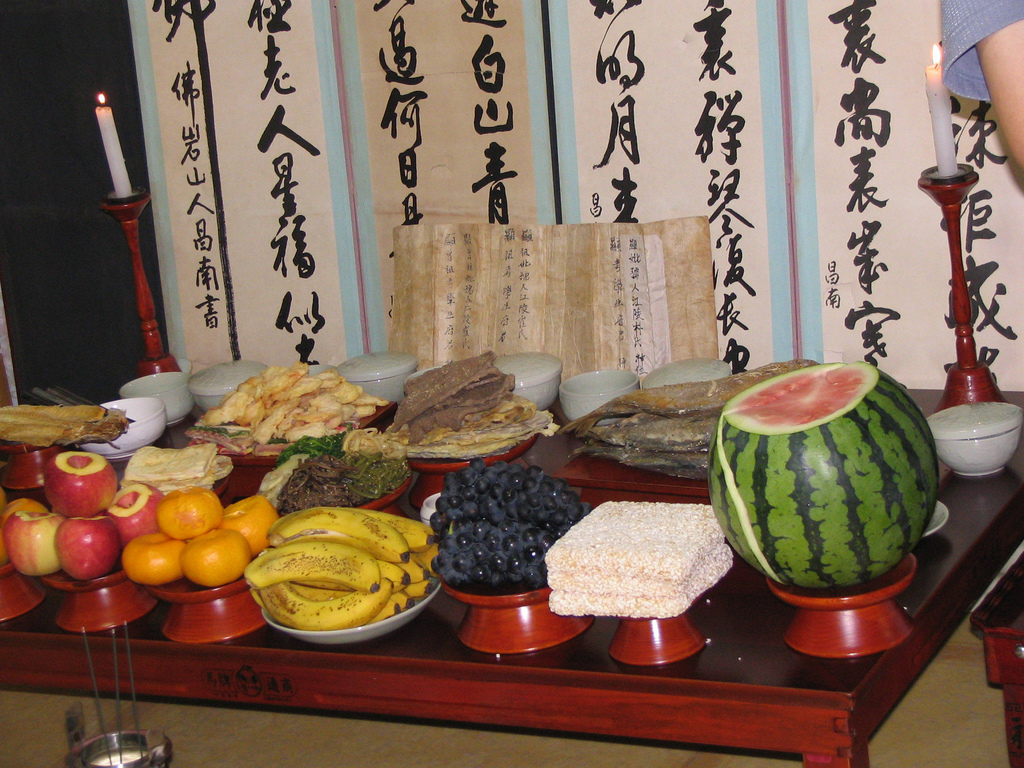
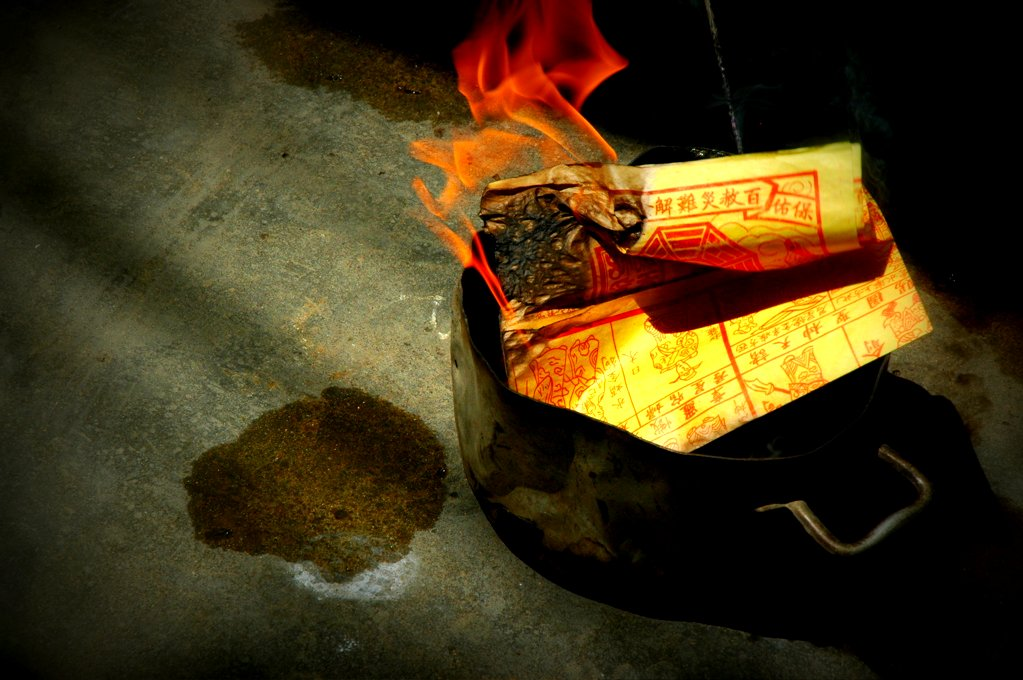
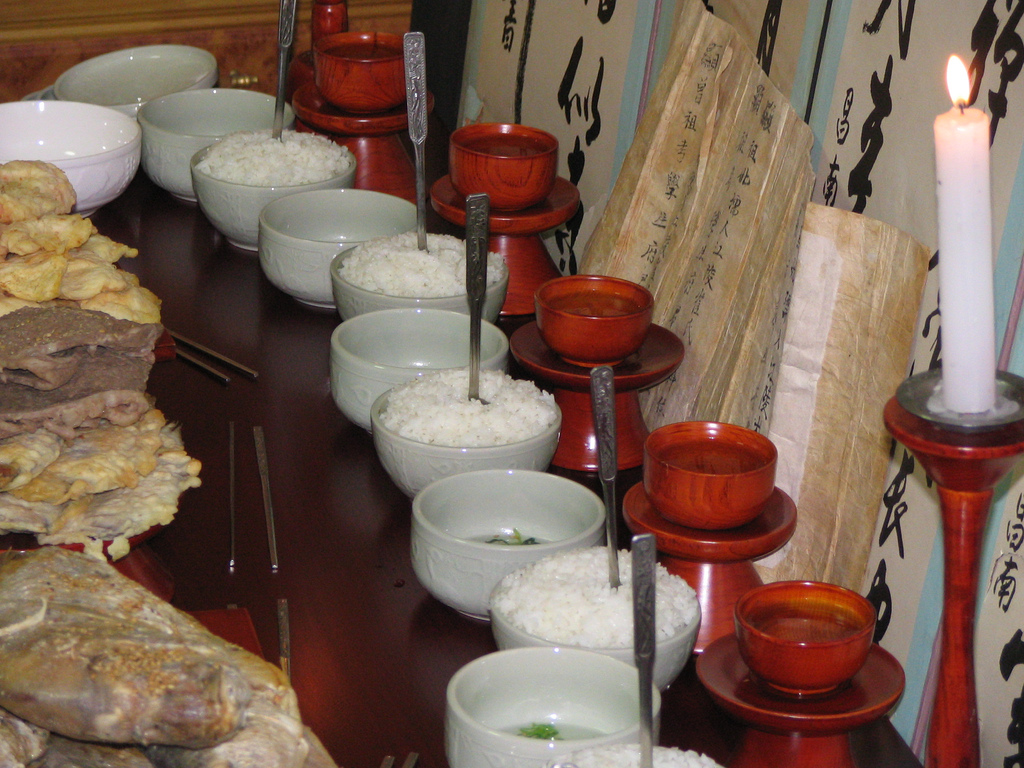
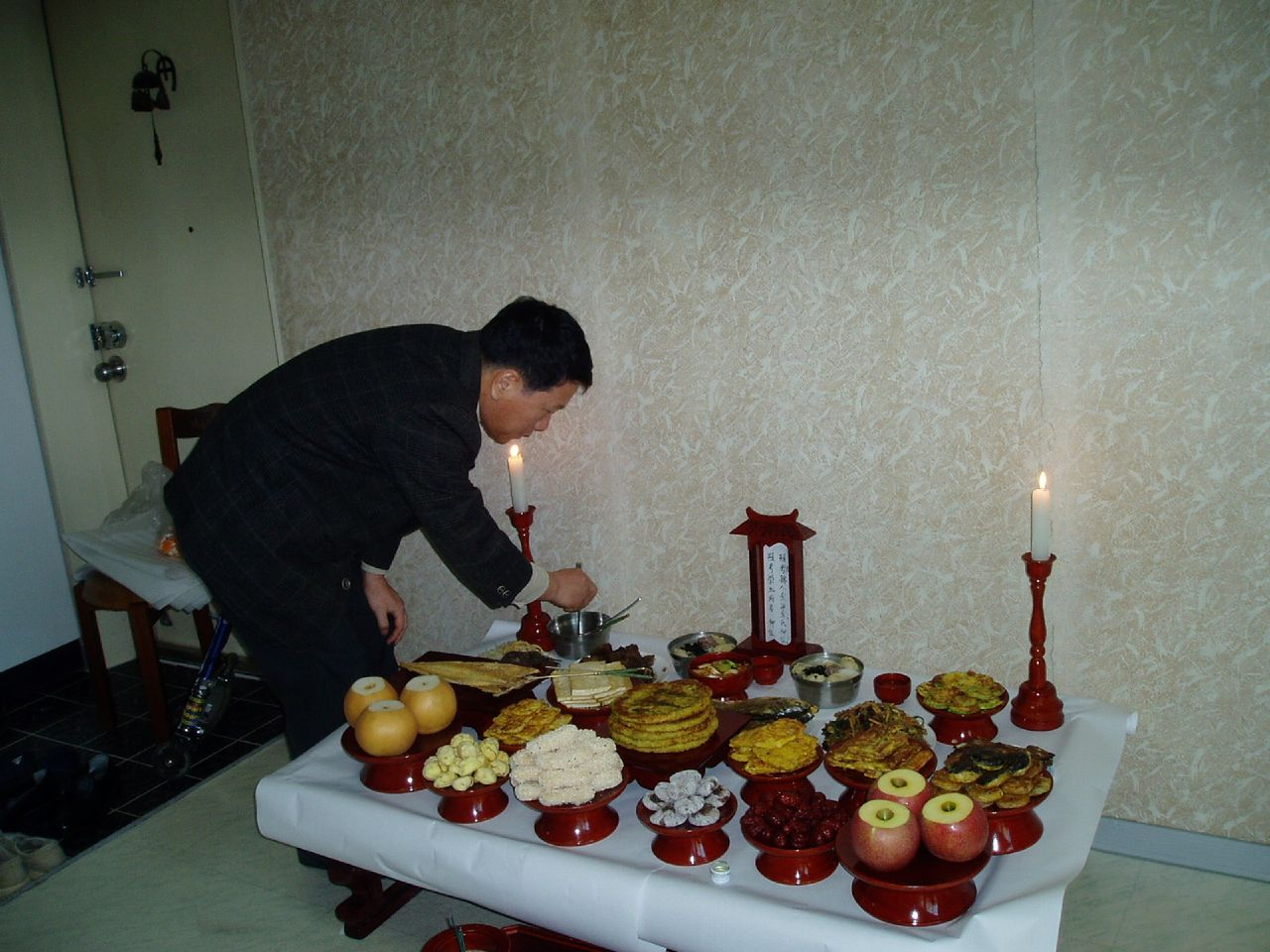
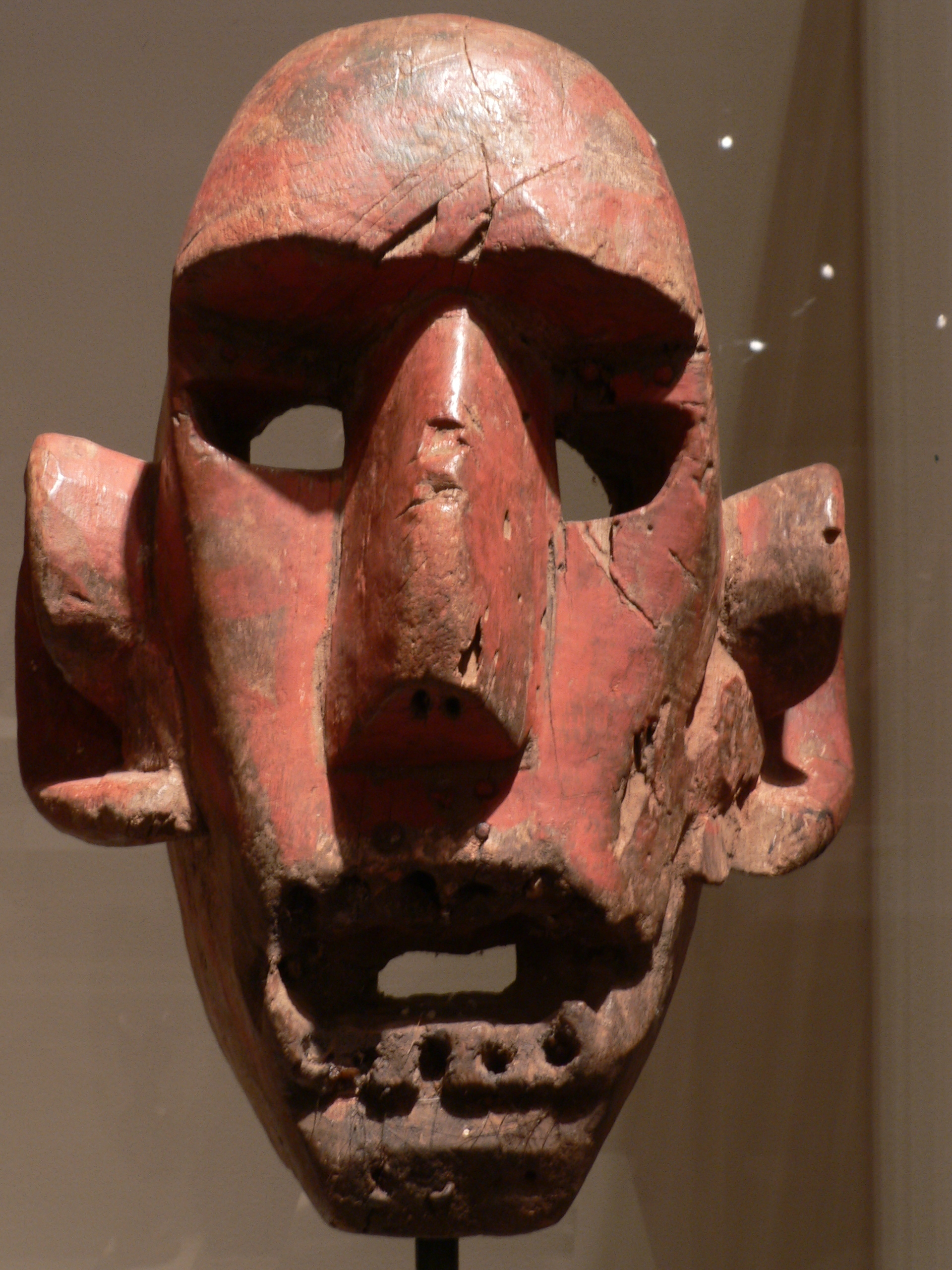
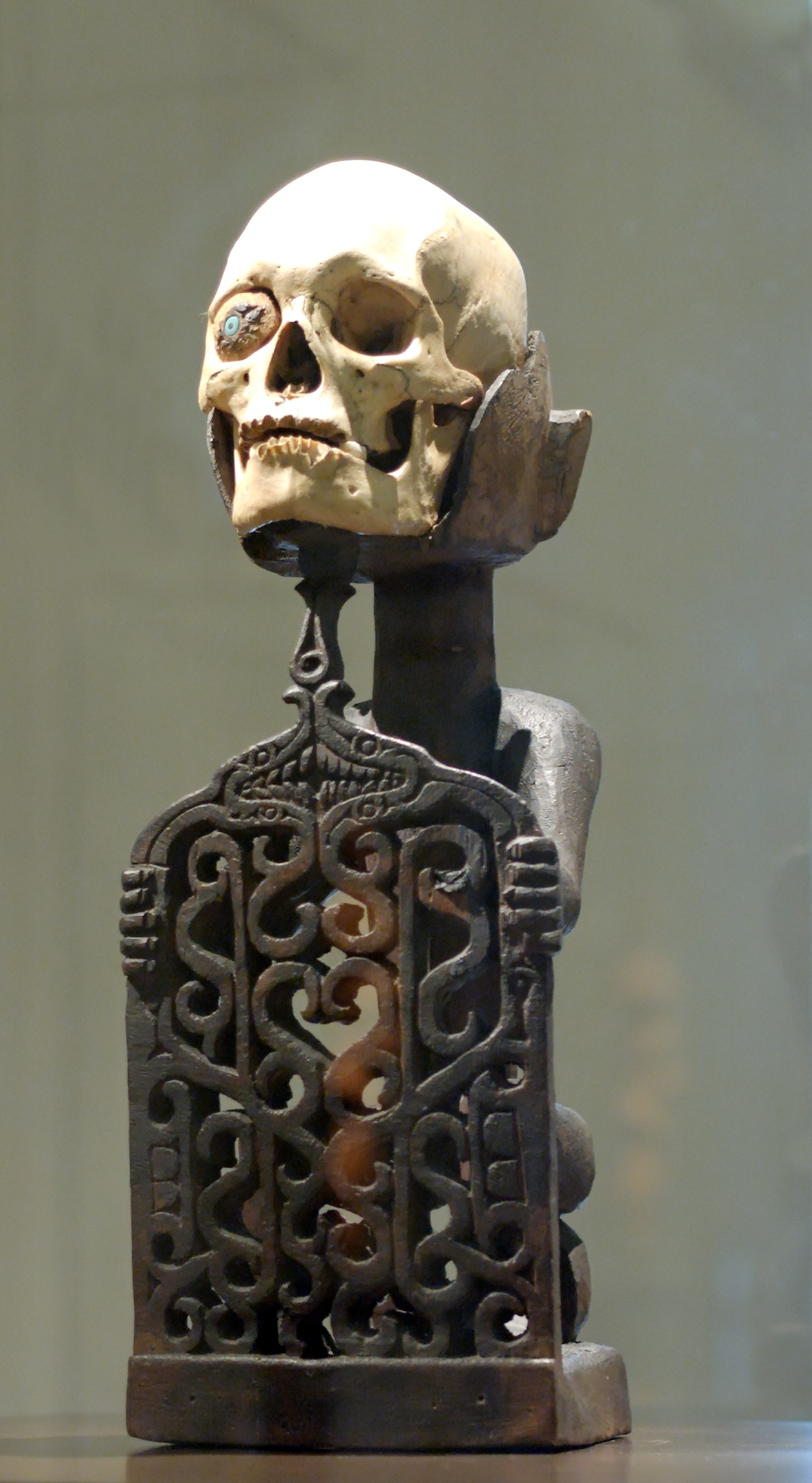
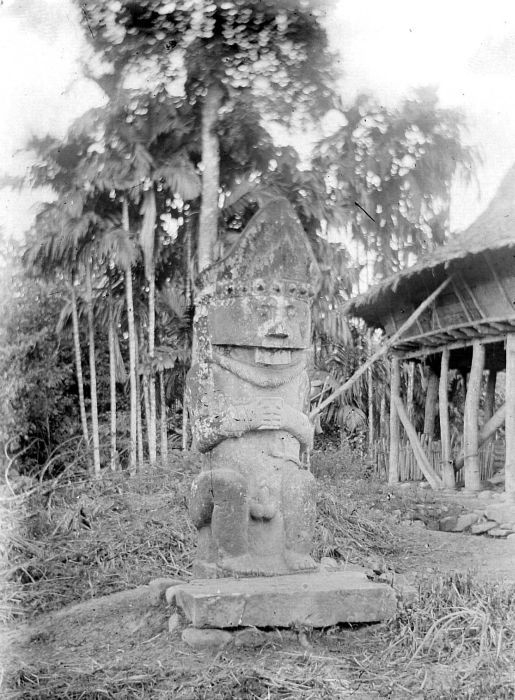
Stenen voorouderbeeld bij een dorp in Nias
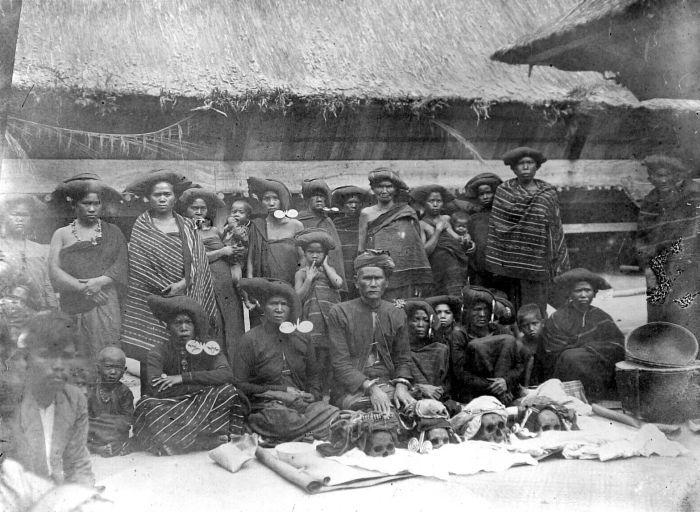
Een Karo-Batakse man met zijn familie en voor hen de schedels van de voorouders